# Torelló
Torelló est une commune de la comarque d'Osona dans la province de Barcelone en Catalogne (Espagne).